# Paul-Philippe Gudin de La Brenellerie
Pour les articles homonymes, voir Gudin.
Paul-Philippe Gudin de La Brenellerie, né le 6 juin 1738 à Paris, quai des Orfèvres, « îsle du Palais », et mort à Paris le 26 février 1812, est un auteur dramatique français.

## Biographie
Ami, éditeur et historiographe de Beaumarchais, Gudin de la Brenellerie publie en 1809 les Œuvres complètes de Pierre-Augustin Caron de Beaumarchais, en 7 volumes : 2 volumes de théâtre, 2 volumes de mémoires, 1 volume d’époque, 2 volumes de correspondances.
C’est à lui que Beaumarchais écrivit sa célèbre lettre rédigée à la prison de For-l'Évêque : « Cher Gudin, En vertu d’une lettre sans cachet, appelée lettre de cachet, je suis logé au For-L’Evêque où l’on me fait espérer que, hors le nécessaire, je ne manquerai de rien. Qu’y faire ? Partout où il y a des hommes, il se passe des choses odieuses, et le grand tort d’avoir raison est toujours un crime... »
Il écrit également d’autres ouvrages, parmi lesquels un supplément au Contrat Social de Jean-Jacques Rousseau en 1790, un essai sur l’Histoire des comices de Rome, des États Généraux de la France et du Parlement de l’Angleterre ou encore Aux Manes de Louis XV, et des grands hommes qui ont vécu sous son règne, dans lequel il disserte des progrès scientifiques accomplis sous le règne de Louis XV.
On lui doit également l’Astronomie, poëme en quatre chants (1800), Caïus Marcius Coriolan, ou le Danger d’offenser un grand homme, tragédie représentée pour la première fois sur le théâtre de la Comédie française, aux Tuileries, le 14 août 1776, la Conquête de Naples par Charles VIII (1801), Contes de Paul-Philippe Gudin, précédés de recherches sur l'origine des contes, pour servir à l'histoire de la poésie et des ouvrages d'imagination, (1804).
Il a également écrit sous le nom de « frère Paul ».

## Théâtre
- Alzaïde
- Amide
- Caïus Marcius Coriolan ou le danger d'offenser un grand homme (1776)
- L’Épicure ou les sacrifices de l'amitié
- Hugues le Grand ou le refus du trône
- Lothaire et Valrade ou le royaume mis en interdit (1768)
- Lothaire roi de Lorraine (1769)
- Solon ou le philosophe amoureux
- Suzette ou les trois contrats

## Filmographie
Beaumarchais, l'insolent de Édouard Molinaro ; Paul-Philippe Gudin de La Brenellerie est interprété par Manuel Blanc.